# NGC 3290
NGC 3290 é uma galáxia espiral barrada (SBbc/P) localizada na direcção da constelação de Hydra. Possui uma declinação de -17° 16' 36" e uma ascensão recta de 10 horas, 35 minutos e 17,5 segundos.
A galáxia NGC 3290 foi descoberta em 1886 por Frank Leavenworth.